# آبشش‌خزندگان
آبشش‌خزندگان نام یک تیره از راسته بریده‌مهرگان است.